# Charada
Charada (título original: Charade) es una película estadounidense de los géneros de suspense y comedia romántica estrenada en 1963, dirigida por Stanley Donen con guion de Peter Stone escrito a partir de otro guion suyo y de Marc Behm llamado The Unsuspecting Wife y de su transformación en la novela Charade, que fue publicada como libro y también por entregas en la revista femenina Redbook.
Está protagonizada por Cary Grant, Audrey Hepburn, Walter Matthau, James Coburn, George Kennedy, Dominique Minot, Ned Glass y Jacques Marin.
La obra es notable por varios aspectos: El guion, la actuación de Cary Grant y Audrey Hepburn, la localización en París, la música de Henry Mancini y los títulos animados de Maurice Binder.

## Argumento
Regina 'Reggie' Lampert (Audrey Hepburn) en unas vacaciones conoce a un encantador desconocido que se hace llamar Peter Joshua (Cary Grant) mientras esquía en Megève. Después vuelve a París y planea pedirle el divorcio a su marido Charles, pero, en cambio, se encuentra su piso vacío y todas sus posesiones vendidas. La policía le notifica que su marido ha sido asesinado, tirado desde un tren y le entrega a Regina una bolsa de viaje que encontraron junto al cuerpo del fallecido. En el funeral, Regina se queda extrañada por los personajes misteriosos que aparecen para ver el cuerpo de su marido, incluido uno que pincha el cadáver con un alfiler para verificar que está muerto.
Regina es llevada a la Embajada de Estados Unidos, donde conoce al agente de la CIA Hamilton Bartholomew (Walter Matthau). Allí le informa de que Charles estuvo involucrado en un robo durante la Segunda Guerra Mundial, con 'Tex' Panthollow (James Coburn), Herman Scobie (George Kennedy), Leopold Gideon (Ned Glass) y Carson Dyle. Dyle fue herido gravemente y murió, mientras que el resto escapó. Charles traicionó a los otros y se quedó con el botín para él solo. Ahora, el gobierno de Estados Unidos quiere recuperarlo. Reggie reconoce alguno de los tipos del funeral en las fotos que le enseña Bartholomew. Éste insiste en que Reggie tiene el dinero, pero que no sabe dónde está.
Reggie llama a Peter para verse en el parque; y él se ofrece para aconsejarle qué hacer. Ella se siente atraída por él, incluso aunque Peter cambie su nombre periódicamente y, descaradamente, admite que él también anda detrás del dinero de su marido. Los cómplices del crimen de su marido creen también que Reggie sabe dónde está el dinero y le piden su parte. Aunque ella lo desconoce, Peter está compinchado con ellos, pese a que no confían unos en otros.
La búsqueda comienza con muertes, primero Herman y luego Leopold. Reggie y Peter van al sitio donde tuvo lugar la última cita de Charles y encuentran un mercado. También reconocen allí a Tex. Entonces Reggie y Peter se separan, y Peter persigue a Tex.
Es Tex quien finalmente se imagina dónde está escondido el dinero, cuando ve las casetas de venta de sellos. Charles había comprado sellos raros y los pegó en un sobre. Peter descubre lo mismo un poco después y corren a la habitación de Reggie en el hotel, donde aún están las posesiones de Charles. Sin embargo, están vacías. Los sellos han sido cortados de la carta.
Reggie le había dado los sellos al hijo de una amiga para su colección. Corre a buscarlos en el mercado, y llega para ver que el chico los ha vendido. Por fortuna, el vendedor de sellos que los ha comprado es honesto y se conforma con haberlos poseído por un instante y se los devuelve a Reggie.

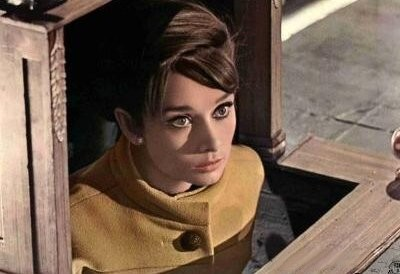
Reggie escondida del desenmascarado Carson Dyle.

Vuelve al hotel y se encuentra muerto a Tex. Antes de morir, había escrito el nombre de su asesino: Dyle. Una de las identidades que tenía Peter era Alexander Dyle, el hermano de Carson. Asustada, telefonea a Bartholomew, quien queda con ella. Cuando sale del hotel, Peter se la encuentra y se la lleva.
Peter la dirige al lugar de la cita y a Reggie le pilla por sorpresa el encuentro de los dos hombres. Peter le dice a Reggie que el hombre que ella cree que es Bartholomew es en realidad Carson Dyle y que fue quien mató al resto. Se produce otra persecución, que acaba con Dyle muerto.
Reggie insiste en devolver los sellos a las autoridades, para disgusto de Peter. Éste rechaza acompañarla a la Embajada, pero cuando ella va a ver al funcionario Brian Cruikshank, se sorprende al ver a Peter en el escritorio. Después de convencerla de que él es un verdadero diplomático (previa llamada a la secretaria para certificarlo), consigue quitarle el enfado comprometiéndose con ella... después de que le dé los sellos.
La película acaba con un montaje de las diferentes identidades de Peter (Brian Cruikshank, su "verdadero" nombre, alias Peter Joshua, alias Adam Canfield, alias Alexander Dyle, el inexistente hermano de Carson) mientras que Reggie dice que ella espera que tengan muchos hijos, para que puedan nombrar a todos como él.

## Reparto
- Audrey Hepburn - Regina "Reggie" Lampert
- Thomas Chelimsky - Jean-Louis Gaudel
- Dominique Minot - Sylvie Gaudel
- Cary Grant - Brian Cruikshank (alias Peter Joshua, alias Alexander "Alex" Dyle, alias Adam Canfield)
- Jacques Marin - Insp. Edouard Grandpierre
- Ned Glass - Leopold W. Gideon
- James Coburn - Tex Panthollow
- George Kennedy - Herman Scobie
- Walter Matthau - Carson Dyle (alias Hamilton Bartholomew)
- Paul Bonifas - Sr. Felix, el comerciante de sellos

## Producción

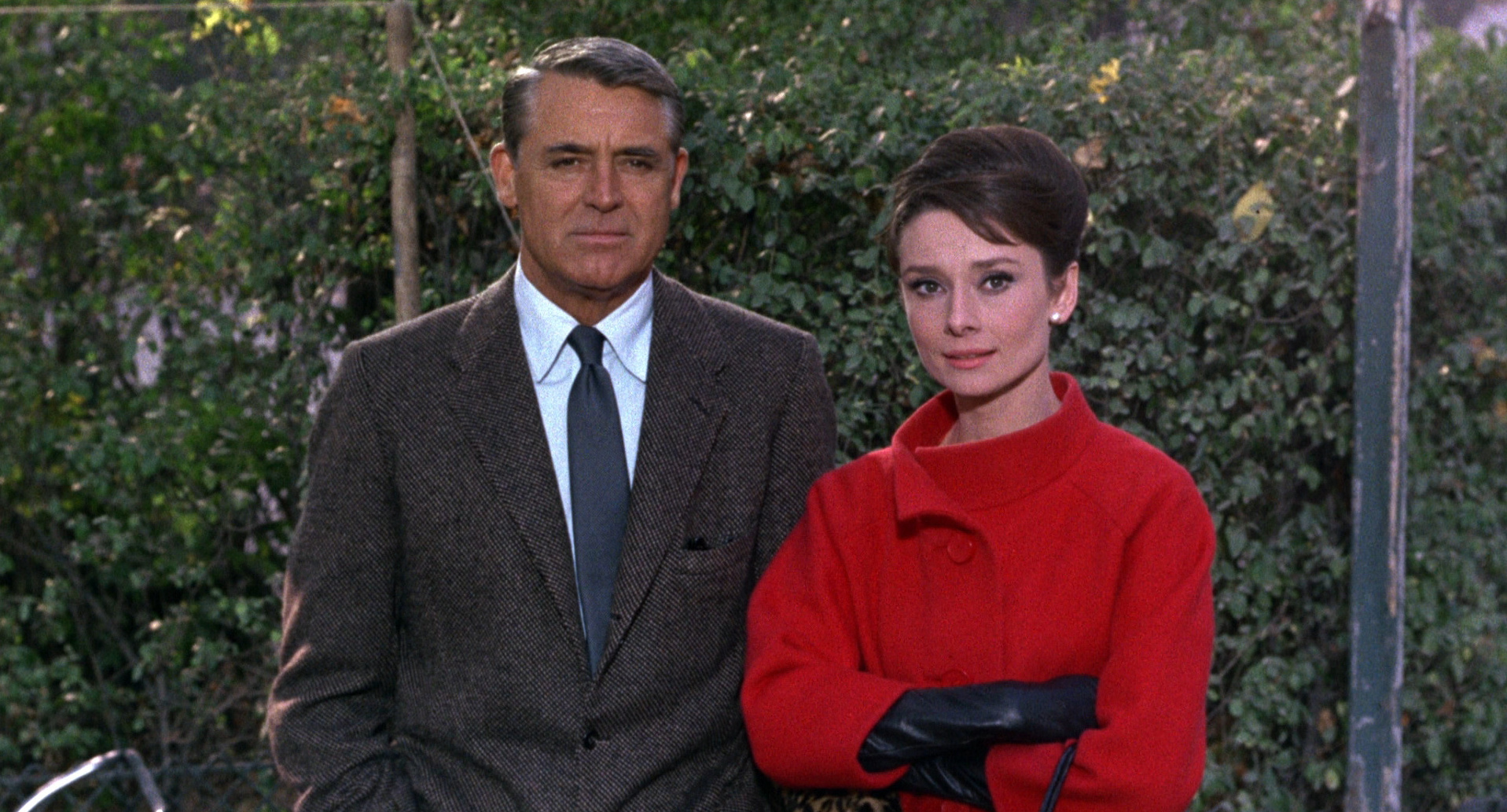
Cary Grant y Audrey Hepburn.

Se dijo que la película fue un intento del estudio de unir a las estrellas Hepburn y Grant en la pantalla. A Grant se le ofreció previamente un papel con Hepburn en Vacaciones en Roma, pero lo rechazó porque creía que era demasiado viejo para enamorarse de ella en la película. El papel fue para Gregory Peck. Grant finalmente accedió actuar junto a ella en Charade, pero para minimizar los 25 años de diferencia entre ellos, insistió en que el personaje de Hepburn debía ser el fuerte en la relación.
Peter Stone y el director Stanley Donen realizan un cameo en la película. Cuando Reggie se dirige a la embajada de Estados Unidos para encontrarse con Bartholomew, dos hombres entran en el ascensor cuando ella sale. El hombre que dice «I bluffed the Old Man out of the last pot - with a pair of deuces» es Stone, y la voz es de Donen (en la versión original). La voz de Stone es la del marine que vigila la Embajada al final de la película.

## Premios
La canción de la película, compuesta por Henry Mancini, fue candidata al Óscar, pero perdió contra Call Me Irresponsible, ya que Mancini había ganado tres Óscar consecutivamente. Cary Grant y Audrey Hepburn fueron candidatos a los Globos de Oro como mejor actor y mejor actriz de comedia o musical, respectivamente, y la segunda se llevó a casa el Bafta a mejor actriz del año. El guionista Stone recibió en 1964 el premio Edgar de la Asociación de Escritores de Misterio de Estados Unidos al mejor guion adaptado.

## Música
Stanley Donen había oído Baby Elephant Walk, de la película Hatari!, y le había fascinado la melodía. Entonces decidió telefonear a Mancini a Londres para hablarle sobre su próxima película. Como Henry Mancini se hizo amigo de Audrey Hepburn en Desayuno con diamantes, compuso la canción para Charada pensando en ella tal y como dijo: 

Nuestra siguiente película juntos era Charada en 1963. Stanley Donen dirigió el guion de Peter Stone. Hay una escena en la película donde Audrey vuelve de unas vacaciones felices de invierno y llega a su apartamento de París encontrándolo despojado de todo lo de valor. El piso desnudo y las paredes son todo lo que permanece. Su marido se había fugado con todos sus bienes mundanos. Ella entra en el apartamento débilmente alumbrado con su maleta e inspecciona la escena. Sus sentimientos son de tristeza, soledad y vulnerabilidad. Para mí, esto se tradujo en un pequeño vals parisino triste. Con aquella imagen de Audrey en mi mente, fui al piano y en menos de una hora Charada fue escrito. Lo compuse para Audrey y Stanley. Ambos sintieron que era perfecto para la película, Johnny Mercer añadió su poesía, y la canción fue candidata a los Oscar ese año.

La lista completa de la música es la que sigue:
- Bistro
- Bateau Mouche
- Megeve
- The Happy Carousel
- Charade (Chorus)
- Orange Tamoure
- Latin Snowfall
- The Drip-Dry Waltz
- Mambo Parisienne
- Punch and Judy
- Charada (Carousel)

## Derechos de autor
Al no reclamarse los derechos en las primeras copias, Charada es ahora de dominio público, aunque no así su banda sonora.  Este error no fue un problema hasta la introducción del VCR, que significó que las compañías podrían producir copias sin necesidad de pagar licencias. Como resultado, hay una gran cantidad de ediciones de Charada en VHS y DVD con gran variedad de calidad de sonido e imagen. Incluso aparecía como añadido en el DVD de la nueva versión La verdad sobre Charlie.

## Nuevas versiones
La película fue versionada en 2002 como La verdad sobre Charlie, protagonizada por Thandie Newton y Mark Wahlberg, y dirigida por Jonathan Demme.